# Chlamydotheca azteca
Chlamydotheca azteca är en kräftdjursart som först beskrevs av de Saussure 1858.  Chlamydotheca azteca ingår i släktet Chlamydotheca och familjen Cyprididae. Inga underarter finns listade i Catalogue of Life.